# فريتز روث
فريتز روث هو مصارع هاوي سويسري، (و. 1900  م).

## وصلات خارجية
- فريتز روث على موقع أوليمبيديا (الإنجليزية)